# Los Polvorines
Los Polvorines är en ort i Argentina.   Den ligger i provinsen Buenos Aires, i den centrala delen av landet, 30 km väster om huvudstaden Buenos Aires. Los Polvorines ligger 28 meter över havet och antalet invånare är 53 354.
Terrängen runt Los Polvorines är mycket platt. Runt Los Polvorines är det mycket tätbefolkat, med 4 188 invånare per kvadratkilometer.. Närmaste större samhälle är Merlo, 18,4 km söder om Los Polvorines.
Runt Los Polvorines är det i huvudsak tätbebyggt.